# Fortress (Protest the Hero)
Fortress è il secondo album in studio della band canadese Protest the Hero pubblicato il 29 gennaio del 2008 per l'etichetta discografica Vagrant Records.

## Tracce
1. Bloodmeat – 3:54
2. The Dissentience – 4:23
3. Bone Marrow – 5:30
4. Sequoia Throne – 3:11
5. Palms Read – 5:06
6. Limb from Limb – 4:22
7. Spoils – 3:43
8. Wretch – 4:12
9. Goddess Bound – 3:35
10. Goddess Gagged – 3:14

## Formazione
- Rody Walker - voce
- Tim Millar - chitarra
- Luke Hoskin - chitarra
- Arif Mirabdolbaghi - basso
- Morgan Carlson - batteria